# Olga Pikhienko
Olga Pikhienko est une acrobate et contorsionniste née le 11 février 1980 en Russie dans un milieu circassien (son père travaillait pour le cirque). Son père s'appelle Alexander Pikhienko.

## Biographie
Olga Pihienko a dit dans son entrevue que depuis qu'elle a l'âge de 4 ans, elle rêve d'être une acrobate. Elle suppliait toujours son père pour qu'il l'emmène au cirque mais il ne l'a pas emmenée avant qu'elle ait 10 ans et elle commença à travailler pour le cirque Nikouline avec son père, puis fut engagée par le Cirque du Soleil en 1994, dans Quidam, où elle a travaillé jusqu'à l'âge de 22 ans. Elle a ensuite travaillé 2 ans pour Varekai'
Après être retournée dans la troupe de Quidam à temps partiel et après avoir travaillé pour le spectacle "Iris" , elle est maintenant entraîneur personnel à Las Vegas.